# Gotthard Handrick
Karl Hermann Gotthard Handrick (25 de octubre de 1908, Zittau, Imperio alemán - Alemania occidental, Ahrensburg, 30 de mayo de 1978) fue un atleta olímpico y piloto de combate alemán durante la Guerra civil española y la Segunda Guerra Mundial.

## Carrera

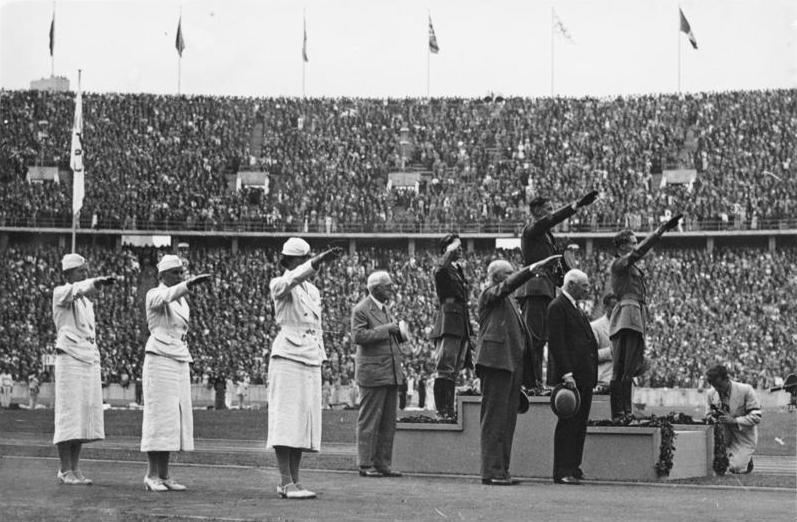
Entrega de medallas en los Juegos Olímpicos de 1936, con Handrick en 1.º lugar.

Handrick ganó la medalla de oro en el pentatlón moderno en los Juegos Olímpicos de verano de 1936 en Berlín. Como piloto de combate, luchó en la Guerra civil española y reclamó 5 victorias aéreas mientras volaba para la Legión Cóndor (incluido un I-15 el 9 de septiembre de 1937 y un I-16 el 18 de mayo de 1938). 
En julio de 1937, Handrick fue designado para comandar el Jagdgruppe 88 (18 de julio de 1937 - 10 de septiembre de 1938) y asumió el mando de I./JG 26 (1 de mayo de 1939 - 23 de junio de 1940) después de su regreso de España en 1938. El 24 de junio de 1940, el comando de Jagdgeschwader 26 fue entregado al major Handrick, quien pasó el comando de I./JG 26 a Hpt. Kurt Fischer En junio de 1941, Handrick fue enviado al comando JG 77. Mientras servía en el Frente Oriental, reclamó un MiG-3 el 29 de septiembre y un Pe-2 el 22 de octubre de 1941.[cita requerida]
Durante la Segunda Guerra Mundial recibió la Cruz Alemana en Oro el 17 de octubre de 1943. En mayo de 1942 Oberstlt. Handrick fue transferido al comando JG 5 en Noruega y el norte de Rusia. Desde junio de 1943 hasta junio de 1944 fue Jagdfliegerführer Ostmark, entonces como Oberst. convertirse en Comandante de 8. Jagddivision en Austria hasta el final de la guerra.[cita requerida]   Después de la guerra trabajó en Hamburgo como representante de Daimler-Benz.

## Condecoraciones
- Cruz Alemana en Oro (17 de octubre de 1943)[5]

### Citas
1. ↑  «Olympics Statistics: Gotthard Handrick». databaseolympics.com. Archivado desde el original el 14 de noviembre de 2012. Consultado el 1 de julio de 2012.
2. ↑  «Gotthard Handrick Olympic Results». sports-reference.com. Archivado desde el original el 13 de noviembre de 2012. Consultado el 1 de julio de 2012.
3. ↑  Caldwell 1991. p. 4.
4. ↑  Caldwell 1991. p. 8.
5. 1 2  Patzwall & Scherzer 2001, p. 163.
6. ↑  Mandell 1987, online Preface xiii